# OSSA Enduro
L'OSSA Enduro -comercialitzada inicialment al mercat nord-americà com a Pioneer i després com a SDR- fou un model de motocicleta fabricat per OSSA entre 1967 i 1977, dissenyat específicament per a la pràctica de l'enduro (modalitat anomenada a l'època "Tot Terreny"). Cal dir que la seva denominació comercial, «Enduro» (compartida amb el model homònim de Montesa i adoptada per tots dos fabricants dels EUA), s'avançava a l'època i no fou fins a començaments de la dècada de 1980 que aquest nom es generalitzà arreu del món com a designació d'aquesta disciplina motociclista (fins aleshores, l'enduro es coneixia com a Regolarità, Endurance, Todo Terreno i altres denominacions en funció dels països).
L'Enduro fou el primer model estrictament de Tot Terreny que fabricà OSSA i assolí un gran èxit comercial, tant a Europa com als EUA, de manera que va esdevenir un dels models més emblemàtics de la marca (fins a mitjan dècada de 1970 fou un dels pilars comercials de l'empresa, juntament amb altres models de fora d'asfalt com ara la MAR, l'Explorer o la Phantom). Al llarg de la seva vida comercial se'n produïren diverses versions en cilindrades variades -des dels 125 fins als 350 cc-, totes elles amb les següents característiques generals: motor de dos temps monocilíndric refrigerat per aire, bastidor de doble bressol, frens de tambor i amortidors de forquilla convencional davant i telescòpics darrere. Els usuaris en valoraven especialment la seva polivalència, que la feia apta fins i tot per a la carretera i la ciutat.
En el vessant esportiu, pilots com ara Pere Millet, Carles Giró i Ton Marsinyach aconseguiren diversos èxits amb aquesta moto, tant al Campionat d'Espanya com al d'Europa i als International Six Days Trial o ISDT, actualment anomenats ISDE. També Mick Andrews, durant la seva etapa com a pilot oficial d'OSSA, hi competí en diverses edicions dels ISDT i en alguna prova del Campionat d'Europa.

## Història

### Antecedents: El debut d'OSSA als ISDT

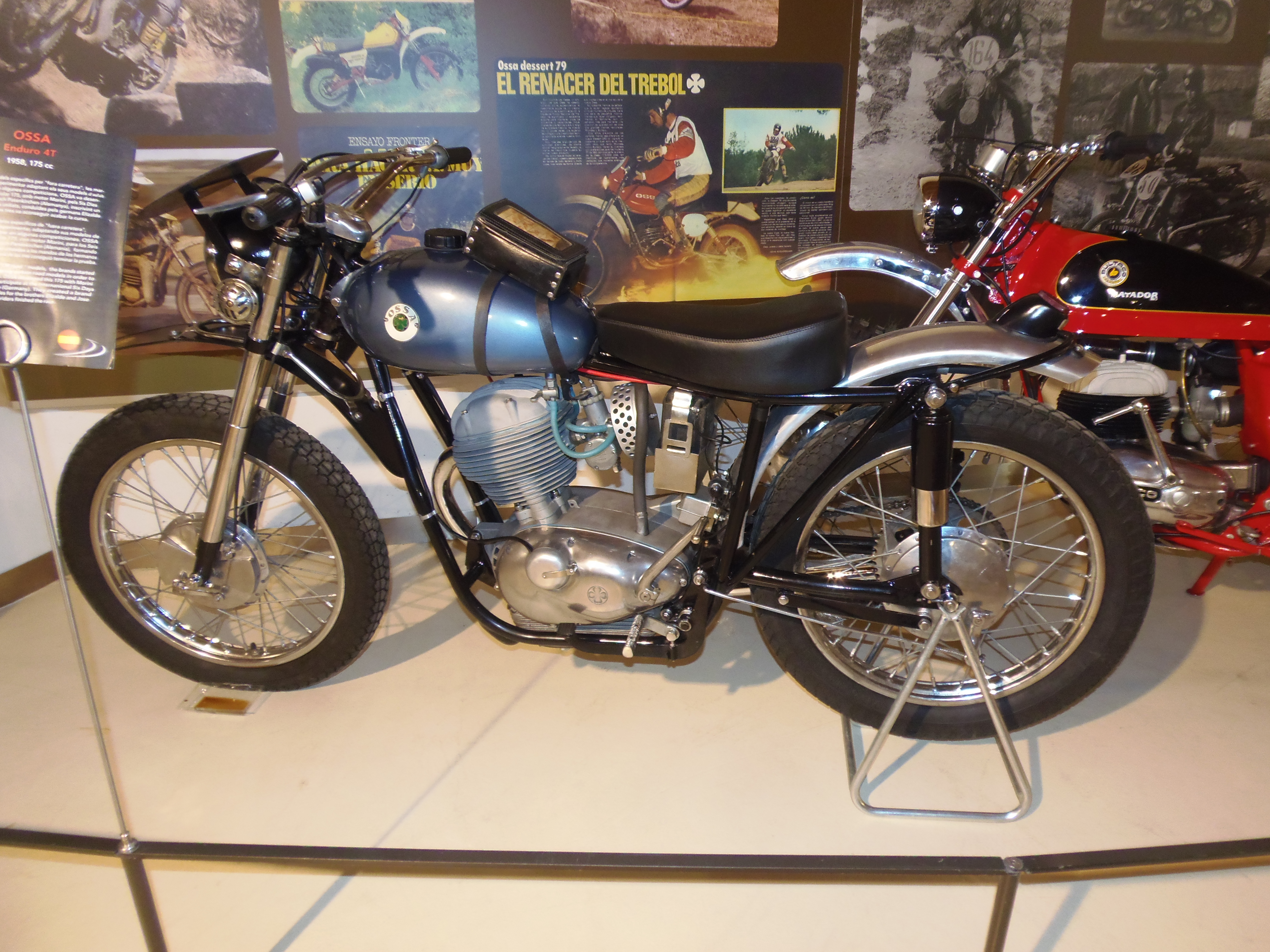
Una de les OSSA 175 4T que participaren en els ISDT de 1958

OSSA va debutar als Sis Dies Internacionals el 1952, a Bad Aussee (Àustria), amb un equip de set pilots equipats amb sengles 125 "Fuelles" sense gaires retocs. Només dos d'ells aconseguiren acabar la prova: Ernest Vidal i August Lluch, amb medalla d'argent i bronze respectivament. El 1956 la marca tornà als ISDT (celebrats en aquesta ocasió a la població alemanya de Garmisch-Partenkirchen), tot aportant motos i pilots a l'equip oficial de l'estat espanyol, format íntegrament per catalans equipats amb motocicletes OSSA o Sanglas. D'entre tots ells, només Josep Antoni Maseras aconseguí acabar la prova, amb una Sanglas 500.
El 1958, any en què els ISDT tornaven a Garmisch-Partenkirchen, l'estat espanyol hi va inscriure dos equips oficials al Vas d'Argent. L'equip "A" el formaven Maseras (amb una Sanglas 500) i els pilots d'OSSA Conrad Cadirat i Juan Elizalde (ambdós amb una OSSA 164 cc 2T) i José Antonio Elizalde, amb una OSSA 175 cc amb motor Morini 4T. L'equip "B" el formaven Josep Raja (amb una Sanglas 500) i els pilots d'OSSA Oriol Puig Bultó, Enric Palero i Josep Romeu, tots tres amb una OSSA 164 cc 2T. S'hi apuntaren també a títol individual Arturo Elizalde i José Sánchez, amb sengles OSSA 164 cc 2T. Cal dir que Puig Bultó i Sánchez, lligats històricament a Bultaco, hi participaren amb OSSA en no haver-se enllestit encara el primer model de la nova marca (la futura Tralla 101, presentada el 1959). Tots els catalans acabaren abandonant la prova, enmig d'una pluja constant que deixà el terreny gairebé impracticable.
D'ençà d'aquells primers episodis, per bé que la implicació d'OSSA amb l'enduro -anomenat aleshores Regularitat- continuà, ho feu de manera esporàdica i centrada quasi en exclusiva en el campionat estatal. Val a dir que Juan Elizalde en guanyà l'edició de 1961 i Carles Giró la de 1965, ambdós amb prototipus d'OSSA derivats de models de carretera, anteriors al desenvolupament de la futura Enduro.

### El naixement de les Enduro
Eduard Giró, fill de l'amo de l'empresa Manuel Giró, assumí la direcció del departament de prototipus d'OSSA d'ençà de 1964, un cop acabats els estudis d'enginyeria. Aviat, imprimí una faceta més esportiva als models de la marca -tant de carretera com de fora d'asfalt-, pensant en la seva exportació al mercat dels EUA. Fruit d'aquest canvi, el 1965 es presentà dins el Saló de Milà el primer model d'OSSA estudiat específicament per a la muntanya (no una mera adaptació, doncs, d'un model de carretera), una moto equipada amb el motor de 175 cc derivat del que havia dissenyat el 1963 l'italià Sandro Colombo i que s'oferia en versió d'enduro, trial i motocròs. Tot i que, inicialment, les seves denominacions comercials no eren gaire definides (hom anomenava simplement "Todo Terreno" la versió d'enduro, però de vegades "Verdugo" i "Pioneer"), aquests models es varen batejar després com a Enduro, Pluma i Stiletto respectivament.

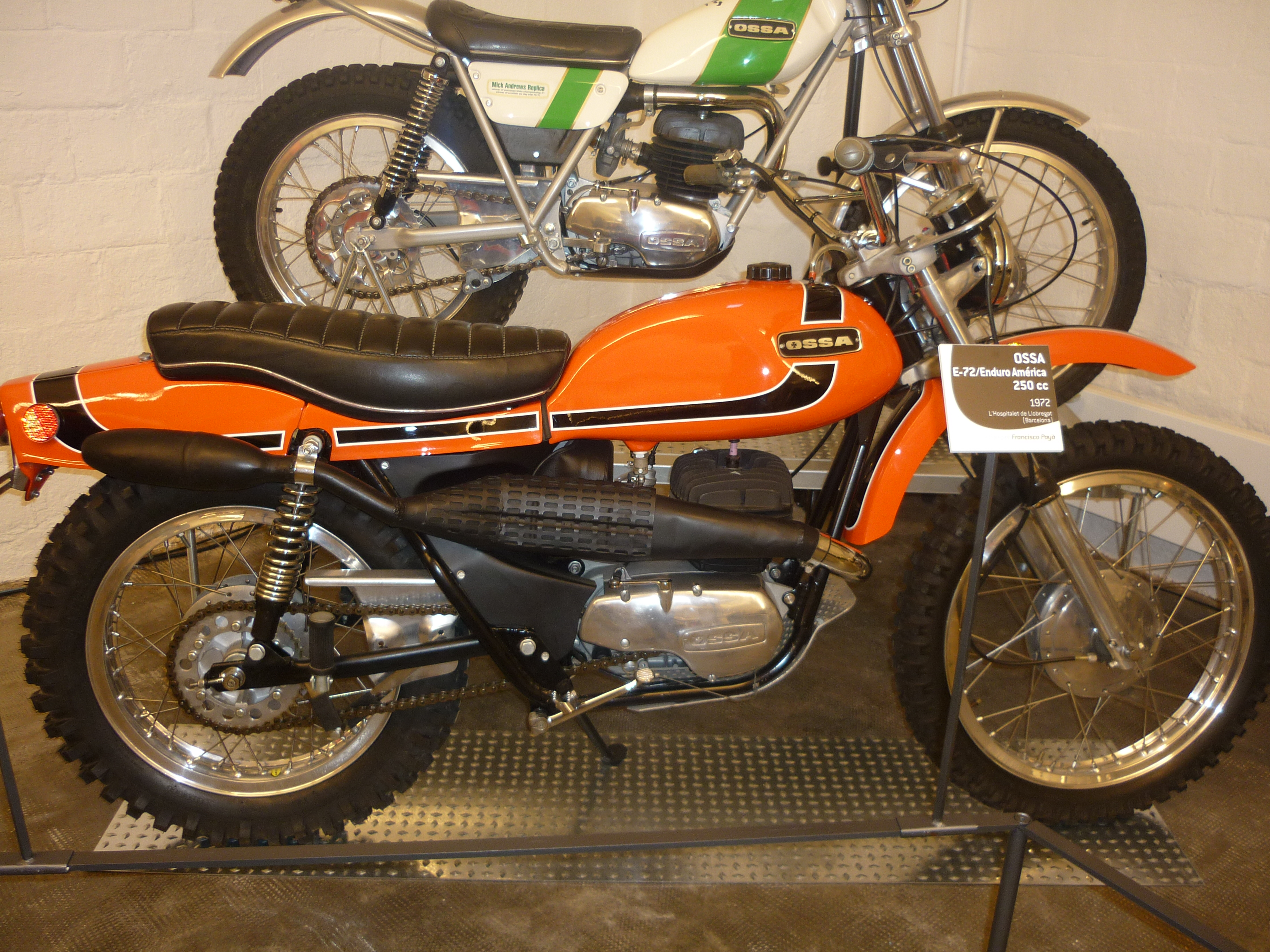
Una Enduro AE-72, coneguda també com a "Enduro Amèrica", davant d'una MAR del mateix any

La nova moto d'OSSA es comercialitzà cap a 1967, amb denominacions diferenciades per al mercat anglosaxó: l'Enduro hi esdevingué Pioneer i la Pluma, Plonker. Pel que fa a la versió d'enduro, aviat assolí èxits esportius com ara la medalla d'or als Sis Dies Internacionals d'aquell any mateix, celebrats a Zakopane (Polònia) i dues medalles d'or al Campionat d'Espanya. El 1969, l'empresa llançà l'Enduro 250, derivada directament de la competició, un model que es va anar evolucionant fins que, l'estiu de 1973, se'n presentà la versió més reeixida: la renovada Enduro E/AE 73 Six Days, considerada una de les millors motos de tot terreny de l'època.

### La fi de la nissaga
El 1974, Ton Marsinyach guanyà amb OSSA el Campionat d'Espanya. Un any després, el 1975, la marca presentà dues noves versions d'Enduro: d'una banda, una evolució de l'anterior E-73 apujada als 350 cc i de l'altra, una mena d'híbrid entre l'Enduro i la Phantom de motocròs, anomenada Enduro Phantom 125. Es tractava d'una moto molt lleugera i potent, més semblant estèticament a una Phantom que no pas a una Enduro, de resposta suau i estable. Se'n fabricà també una versió amb motor de 175 cc, exclusiva per al mercat francès.
Havent llançat l'Enduro Phantom, OSSA abandonà definitivament la denominació "Enduro" per als seus models de tot terreny i la canvià per "Super Pioneer", a l'hora que aprofitava aquest canvi per a diversificar-ne l'oferta. Partint d'una mateixa base, la marca passà a comercialitzar dos models diferenciats: la Super Pioneer, derivada de l'anterior Enduro campiona d'Espanya, anava destinada als usuaris més "pacífics" mentre la Desert, llançada el 1974 i derivada de la Phantom, s'adreçava als més esportius.

### Les noves Enduro del segle XXI
Gairebé 30 anys després del tancament de la històrica OSSA, l'èxit de les Enduro fou reprès per la nova empresa gironina Ossa Factory, la qual presentà les noves Ossa Enduro 250i/300i el novembre del 2011, durant el Saló EICMA de Milà. Tal com havia passat amb l'Ossa TR280i de trial (llançada el 2010), les noves Enduro presentaven un conjunt de novetats de disseny revolucionàries.
Batejada finalment com a EDI 280, la moto duia un motor de dos temps d'injecció -la primera d'aquestes característiques a tot el món- i un xassís revolucionari. La idea era començar a produir-la a la fàbrica de Girona el setembre de 2012, i havia de sortir a la venda entre finals d'any i començaments del 2013. Un cop presentada, aquesta moto fou premiada al Saló de Milà de 2012 com a «la moto d'enduro més revolucionària» i «la millor moto del saló».

## L'OSSA Enduro en el cinema
L'OSSA Enduro fou un dels models més populars i reconeguts del seu temps dins el sector de les motos de fora d'asfalt, fins al punt que durant la dècada de 1970 aparegué en diversos anuncis publicitaris, telefilms i pel·lícules. Entre aquestes darreres, és especialment recordada la llarga seqüència d'Un verano para matar (pel·lícula d'Antonio Isasi-Isasmendi de 1972, estrenada als EUA com a The Summertime Killer), en què Christopher Mitchum persegueix amb una Enduro E-71, tot corrents i saltant pel bosc, Olivia Hussey, la qual condueix un Porsche per una carretera secundària. Una altra aparició d'aquest model es produí a I si no, ens enfadarem (estrenada el 1974 a Itàlia com a Altrimenti ci arrabbiamo!), en què Terence Hill condueix una Enduro E-73 pel camp, protagonitzant una mena de justa medieval, armat amb una perxa, contra un altre motorista.

## Versions
Les tres primeres versions d'Enduro s'anomenaren Pioneer als EUA. D'ençà de 1971, les Enduro es comercialitzaren ja només amb aquest nom però amb dues denominacions comercials en funció del mercat on anaven destinades: "E" per a les que es distribuïen a Europa i "AE" per a les destinades al mercat de l'Amèrica del Nord (i conegudes popularment com a "Enduro Amèrica"). La doble denominació anava acompanyada de petits detalls d'acabat per tal d'adaptar la moto als gustos i a la normativa nord-americana (com ara un selló més llarg, complements cromats o descompressor), i també de versions de 175 cc específiques per als EUA. Aquesta dualitat es mantingué fins a l'aparició de la versió de 1973, idèntica per a ambdós mercats tot i mantenir la doble denominació ("E-73" i "AE-73").

### Llista de versions produïdes
| Versió                    | Cilindrada                | Id. Model                 | Anys                      | Núm. Sèrie                | Unitats | Pintura dipòsit                                    |
| ------------------------- | ------------------------- | ------------------------- | ------------------------- | ------------------------- | ------- | -------------------------------------------------- |
| 230                       | 230 cc                    | B25                       | 1967 - 1968               | B250001                   | 700     | Vermell amb franja groga                           |
| 250                       | 250 cc                    | B25                       | 1969 - 1970               | B250701                   | 4.000   | Vermell amb franja blanca (parafang anterior baix) |
| E71                       | 250 cc                    | B30                       | 1971                      | B300001                   | 4.250   | Carbassa amb dues franges negres                   |
| E72                       | 250 cc                    | B30                       | 1972 - 1973               | B304251                   | 5.400   | Carbassa amb franja negra                          |
| E73                       | 250 cc                    | B38                       | 1973 - 1974               | B380001                   | 3.000   | Blanc amb franja vermella                          |
| 350                       | 350 cc                    | B12                       | 1975 - 1977               | B120001                   | 2.300   | Blanc amb franja blava                             |
| Enduro Phantom            | 125 cc                    | B54                       | 1975 - 1977               | B540001                   | 1.100   | Verd amb franja carbassa                           |
| Total d'unitats produïdes | Total d'unitats produïdes | Total d'unitats produïdes | Total d'unitats produïdes | Total d'unitats produïdes | 20.750  |                                                    |

Notes
1. ↑  La franja groga esdevingué blanca el 1968. La versió per als EUA s'anomenava Pioneer.
2. ↑  La versió per als EUA, anomenada Pioneer, duia la franja negra. Als EUA s'hi distribuí també una Pioneer 175, amb parafang anterior aixecat i dipòsit blanc amb franja vermella.
3. ↑  N'hi hagué una versió de 175 cc per als EUA, anomenada "175 AE-71" (i també "Pioneer 175 5V", amb l'identificador de model B36), amb dipòsit blanc i franges negres.
4. ↑  N'hi hagué una versió de 175 cc per als EUA, anomenada "175 AE-72", amb dipòsit blanc (o gris) i franja negra.
5. ↑  N'hi hagué una versió de 175 cc per als EUA, anomenada "175 SDR".
6. ↑  N'hi hagué una versió de 175 cc per a França.

### 230
La primera Enduro fou presentada inicialment com a Verdugo, tot i que mai no s'arribà a comercialitzar amb aquest nom. A banda, al mercat anglosaxó rebé la denominació de Pioneer.
Fitxa tècnica
| | Enduro 230                   |  |
| Id. Model | B25                          |  |
| Núm. Sèrie | B250001                      |  |
| Anys | 1967 - 1968                  |  |
| CC | 230                          |  |
| Diàmetre x Carrera | 70 x 60 mm                   |  |
| Compressió | 10:1                         |  |
| CV | 19,5 a 6.800 rpm             |  |
| Carburador | Irz 29 mm                    |  |
| Canvi | 4 velocitats                 |  |
| Suspensió davant | Forquilla telescòpica 180 mm |  |
| Suspensió darrera | Amortidors hidràulics        |  |
| Pneumàtic davant | 3,50 x 19                    |  |
| Pneumàtic darrera | 4,00 x 18                    |  |
| Frens davant | Tambor 158 mm                |  |
| Frens darrera | Tambor 158 mm                |  |
| Pes en sec | 95 Kg                        |  |
| Capacitat dipòsit | 10 litres                    |  |
| Pintura dipòsit | Vermell amb franja groga     |  |
| \| • Altres \| \| ------------------------------------------------------------------------------------------------------------------------------------------------------------- \| \| - Encesa: Volant magnètic Motoplat - Longitud total: 2.025 mm - Distància entre eixos: 1.360 mm - Alçada selló: 690 mm - Alçada mínima sobre el terra: 230 mm \| |                              |  |
| • Altres |                              |  |
| - Encesa: Volant magnètic Motoplat - Longitud total: 2.025 mm - Distància entre eixos: 1.360 mm - Alçada selló: 690 mm - Alçada mínima sobre el terra: 230 mm |                              |  |

1. ↑  La franja groga esdevingué blanca el 1968.

### 250
La nova versió de l'Enduro, apareguda el 1969, es diferenciava de l'anterior per l'augment de la cilindrada a 250 cc. Fou la primera versió a incorporar diferències importants entre la variant europea (Enduro 250) i l'americana (Pioneer 250): l'europea variava la decoració (la franja groga del dipòsit esdevingué blanca) i canviava el parafang anterior aixecat per un de baix, mentre la Pioneer incorporava bateria per a la il·luminació i canvis a la part posterior de la carrosseria per a poder-hi encabir un selló de dues places. A més, la versió americana combinava els colors vermell i negre i duia el parafang aixecat.
El 1970, les darreres unitats exportades als EUA adoptaren una nova carrosseria, far i velocímetre, un nou disseny que avançava com seria la nova versió de l'Enduro, l'E-71. Una altra novetat exclusiva per als EUA fou la versió de 175 cc, semblant a la de 250 cc però amb canvis en la decoració (el color negre de dipòsit i plàstics es canvià pel blanc).
Fitxa tècnica
| | Enduro 250                                         |
| Id. Model | B25                                                |
| Núm. Sèrie | B250701                                            |
| Anys | 1969 - 1970                                        |
| CC | 250                                                |
| Diàmetre x Carrera | 72 x 60 mm                                         |
| Compressió | 11:1                                               |
| CV | 20 a 6.800 rpm                                     |
| Carburador | Irz 29 mm                                          |
| Canvi | 4 velocitats                                       |
| Suspensió davant | Forquilla telescòpica 180 mm                       |
| Suspensió darrera | Amortidors hidràulics 97 mm                        |
| Pneumàtic davant | 2,75 x 21                                          |
| Pneumàtic darrera | 4,00 x 18                                          |
| Frens davant | Tambor 158 mm                                      |
| Frens darrera | Tambor 158 mm                                      |
| Pes en sec | 96 Kg                                              |
| Capacitat dipòsit | 8 litres                                           |
| Pintura dipòsit | Vermell amb franja blanca i parafang anterior baix |
| \| • Altres \| \| ------------------------------------------------------------------------------------------------------------------------------------------------------------- \| \| - Encesa: Volant magnètic Motoplat - Longitud total: 2.025 mm - Distància entre eixos: 1.360 mm - Alçada selló: 690 mm - Alçada mínima sobre el terra: 230 mm \| |                                                    |
| • Altres |                                                    |
| - Encesa: Volant magnètic Motoplat - Longitud total: 2.025 mm - Distància entre eixos: 1.360 mm - Alçada selló: 690 mm - Alçada mínima sobre el terra: 230 mm |                                                    |

1. ↑  La versió per als EUA, anomenada Pioneer, duia la franja negra. Als EUA s'hi distribuí també una Pioneer 175, amb parafang anterior aixecat i dipòsit blanc amb franja vermella.

### E71
Escrit segons la font "E71", "E 71" o "E-71", aquesta versió es comercialitzà als EUA com a "AE71" (també documentat de forma diversa). En aquell país, a més, s'hi comercialitzà una versió de 175 cc anomenada "175 AE-71" (i també "Pioneer 175 5V"), amb l'identificador de model B36.
L'E-71 derivava de la moto provada als ISDT pels pilots oficials de la marca i incorporava importants modificacions al motor, com ara la cinquena velocitat, nous càrters i retocs als transferidors del cilindre. A banda, el tub d'escapament, totalment cromat i proveït d'una reixeta protectora, sortia ara per la dreta. L'estètica variava també força, amb el color carbassa dominant a dipòsit i parafangs, combinat amb detalls negres i plaques porta-números grogues.
Fitxa tècnica
| | Enduro 250 E-71                  |  |
| Id. Model | B30                              |  |
| Núm. Sèrie | B300001                          |  |
| Anys | 1971                             |  |
| CC | 250                              |  |
| Diàmetre x Carrera | 72 x 60 mm                       |  |
| Compressió | 11,5:1                           |  |
| CV | 20 a 6.800 rpm                   |  |
| Carburador | Irz 29 mm                        |  |
| Canvi | 5 velocitats                     |  |
| Suspensió davant | Forquilla telescòpica            |  |
| Suspensió darrera | Amortidors hidràulics            |  |
| Pneumàtic davant | 3,00 x 21                        |  |
| Pneumàtic darrera | 4,00 x 18                        |  |
| Frens davant | Tambor 158 x 41 mm               |  |
| Frens darrera | Tambor 158 x 41 mm               |  |
| Pes en sec | 96 Kg                            |  |
| Capacitat dipòsit | 13 litres                        |  |
| Pintura dipòsit | Carbassa amb dues franges negres |  |

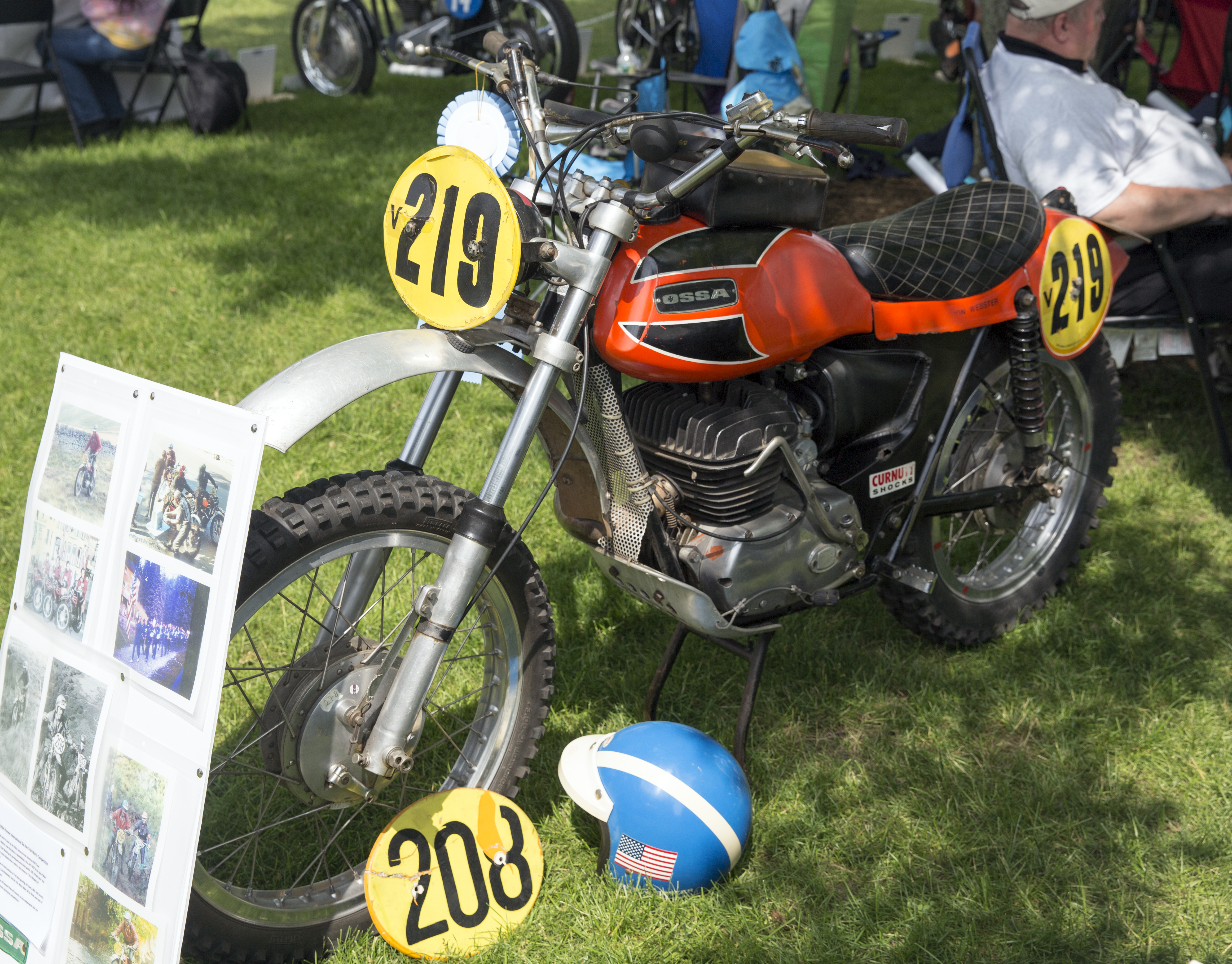
Una OSSA Enduro (Pioneer al mercat nord-americà) E-71 que participà en els ISDT d'aquell any a l'Illa de Man amb l'equip dels EUA

| \| • Altres \| \| ----------------------------------------------------------------------------------------------------------- \| \| - Encesa: Volant magnètic Motoplat - Distància entre eixos: 1.360 mm - Alçada mínima sobre el terra: 230 mm \| |                                  |  |
| • Altres |                                  |  |
| - Encesa: Volant magnètic Motoplat - Distància entre eixos: 1.360 mm - Alçada mínima sobre el terra: 230 mm |                                  |  |

1. ↑  N'hi hagué una versió de 175 cc per als EUA, anomenada "175 AE-71", amb dipòsit blanc i franges negres.

### E72
Escrit segons la font "E72", "E 72" o "E-72", aquesta versió es comercialitzà als EUA com a "AE72" (també documentat de forma diversa). En aquell país, a més, s'hi comercialitzà una versió de 175 cc anomenada "175 AE-72".
L'E-72 s'assemblava estèticament a la versió anterior, amb els mateixos colors carbassa i negre però combinats d'una altra manera. També canviava la situació dels amortidors del darrere, més inclinats que a l'E-71, i l'entapissat del selló. L'elasticitat del seu motor permetia circular per ciutat amb relacions llargues sense estrebades. La versió per al mercat americà, l'AE-72, duia les mateixes millores i se'n diferenciava pel color negre del tub d'escapament i l'afegit de la bateria, obligatòria en motocicletes d'importació als EUA.
Fitxa tècnica
| | Enduro 250 E-72           |  |
| Id. Model | B30                       |  |
| Núm. Sèrie | B304251                   |  |
| Anys | 1972 - 1973               |  |
| CC | 250                       |  |
| Diàmetre x Carrera | 72 x 60 mm                |  |
| Compressió | 11,5:1                    |  |
| CV | 25 a 6.800 rpm            |  |
| Carburador | Irz 29 mm                 |  |
| Canvi | 5 velocitats              |  |
| Suspensió davant | Forquilla telescòpica     |  |
| Suspensió darrera | Amortidors hidràulics     |  |
| Pneumàtic davant | 3,00 x 21                 |  |
| Pneumàtic darrera | 4,00 x 18                 |  |
| Frens davant | Tambor 158 x 41 mm        |  |
| Frens darrera | Tambor 158 x 41 mm        |  |
| Pes en sec | 96 Kg                     |  |
| Capacitat dipòsit | 13 litres                 |  |
| Pintura dipòsit | Carbassa amb franja negra |  |

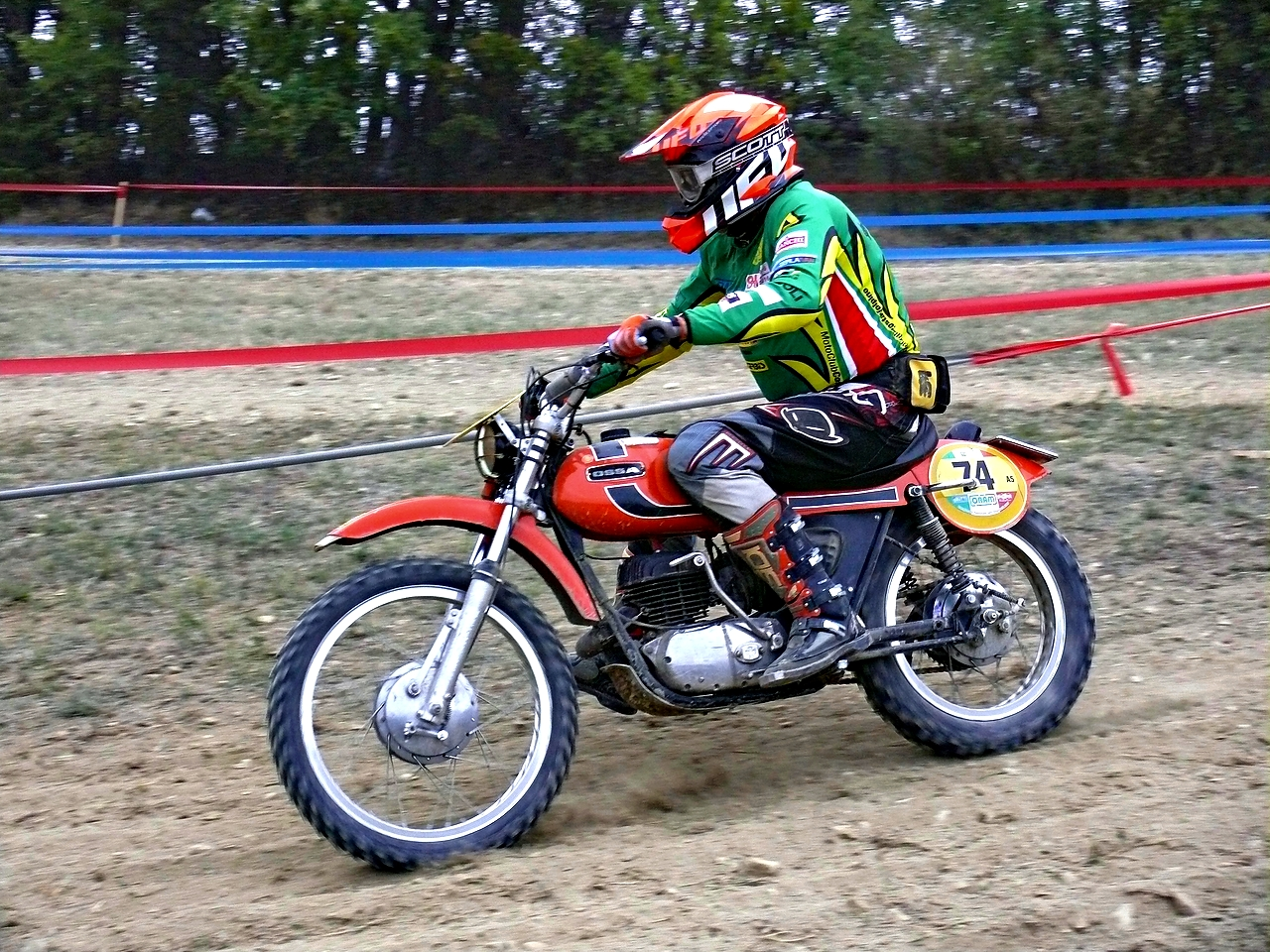
Una OSSA Enduro E-72 en un enduro "Vintage" a Itàlia el 2017

| \| • Altres \| \| ----------------------------------------------------------------------------------------------------------- \| \| - Encesa: Volant magnètic Motoplat - Distància entre eixos: 1.360 mm - Alçada mínima sobre el terra: 230 mm \| |                           |  |
| • Altres |                           |  |
| - Encesa: Volant magnètic Motoplat - Distància entre eixos: 1.360 mm - Alçada mínima sobre el terra: 230 mm |                           |  |

1. ↑  N'hi hagué una versió de 175 cc per als EUA, anomenada "175 AE-72", amb dipòsit blanc (o gris) i franja negra.

### E73
La versió de 1973 mantenia la doble denominació segons el mercat de destinació ("E" i "AE"), tot i ser ambdues variants idèntiques estèticament. N'hi hagué també una versió de 175 cc per als EUA, anomenada "175 SDR" (de Six Days Replica).
L'E-73 fou considerada una de les millors motos de tot terreny del moment. Amb molts components heretats de la seva antecessora, augmentava considerablement en prestacions de motor, gràcies a retocs en els espiralls d'admissió i escapament que obligaren a canviar la carburació, passant a un Amal 32 que anava unit al cilindre per una peça de goma. També patiren importants modificacions el tub d'escapament, ara més llarg i en color negre mat amb reixa cromada de protecció, i els frens de 163 mm.
Fitxa tècnica
| | Enduro 250 E-73           |  |
| Id. Model | B38                       |  |
| Núm. Sèrie | B380001                   |  |
| Anys | 1973 - 1974               |  |
| CC | 244,29                    |  |
| Diàmetre x Carrera | 72 x 60 mm                |  |
| Compressió | 11,5:1                    |  |
| CV | 28 a 6.800 rpm            |  |
| Carburador | Amal 32 mm                |  |
| Canvi | 5 velocitats              |  |
| Suspensió davant | Forquilla telescòpica     |  |
| Suspensió darrera | Amortidors hidràulics     |  |
| Pneumàtic davant | 3,00 x 21                 |  |
| Pneumàtic darrera | 4,50 x 18                 |  |
| Frens davant | Tambor 163 x 41 mm        |  |
| Frens darrera | Tambor 163 x 41 mm        |  |
| Pes en sec | 96 Kg                     |  |
| Capacitat dipòsit | 13 litres                 |  |
| Pintura dipòsit | Blanc amb franja vermella |  |
| \| • Altres \| \| ----------------------------------------------------------------------------------------------------------- \| \| - Encesa: Volant magnètic Motoplat - Distància entre eixos: 1.360 mm - Alçada mínima sobre el terra: 230 mm \| |                           |  |
| • Altres |                           |  |
| - Encesa: Volant magnètic Motoplat - Distància entre eixos: 1.360 mm - Alçada mínima sobre el terra: 230 mm |                           |  |

1. ↑  28 CV a 6.500 rpm segons unes altres fonts.[29]

### 350
Amb poques diferències respecte a l'E-73 de 250 cc, els principals canvis envers aquesta eren, a banda de l'augment de cilindrada, un nou far exclusiu per a aquest model i comandaments de llums més propis d'una moto de carretera que no d'una de muntanya, ja que tenien comandaments d'intermitències, ràfegues i botó d'engegada, amb les manetes de fre i embragatge de plàstic. Totes aquestes peces provenien de l'OSSA 250 Turismo, més coneguda com a "Pepsi" pels seus colors. La resta de la moto era exactament igual que l'E-73 tret del color de la franja del dipòsit, ara blava.
Fitxa tècnica
| | Enduro 350             |  |
| Id. Model | B12                    |  |
| Núm. Sèrie | B120001                |  |
| Anys | 1975 - 1977            |  |
| CC | 350                    |  |
| Diàmetre x Carrera | 77 x 65 mm             |  |
| Compressió | ?                      |  |
| CV | ?                      |  |
| Carburador | Amal 32 mm             |  |
| Canvi | 5 velocitats           |  |
| Suspensió davant | Forquilla telescòpica  |  |
| Suspensió darrera | Amortidors hidràulics  |  |
| Pneumàtic davant | 3,00 x 21              |  |
| Pneumàtic darrera | 4,50 x 18              |  |
| Frens davant | Tambor 163 x 41 mm     |  |
| Frens darrera | Tambor 163 x 41 mm     |  |
| Pes en sec | 96 Kg                  |  |
| Capacitat dipòsit | 13 litres              |  |
| Pintura dipòsit | Blanc amb franja blava |  |
| \| • Altres \| \| ---------------------------------------------------------------------------------------------------------------------------------------- \| \| - Encesa: Volant magnètic Motoplat - Distància entre eixos: 1.380 mm - Alçada mínima sobre el terra: 230 mm - Velocitat màxima: 135 km/h \| |                        |  |
| • Altres |                        |  |
| - Encesa: Volant magnètic Motoplat - Distància entre eixos: 1.380 mm - Alçada mínima sobre el terra: 230 mm - Velocitat màxima: 135 km/h |                        |  |

### Enduro Phantom
Desenvolupada a partir de la Phantom 125 de motocròs -apareguda el 1974-, n'adoptava el motor però incorporant-hi encesa per a suportar llums, un plat magnètic diferent i retocs al cilindre per tal d'adequar-ne la conducció al tot terreny. El tub d'escapament era com el de l'Enduro 250 i el bastidor, semblant al de la Super Pioneer. N'hi hagué també una versió de 175 cc exclusiva per a França.
Fitxa tècnica
| | Enduro Phantom           |  |
| Id. Model | B54                      |  |
| Núm. Sèrie | B540001                  |  |
| Anys | 1975 - 1977              |  |
| CC | 125                      |  |
| Diàmetre x Carrera | 54 x 54 mm               |  |
| Compressió | 9:1                      |  |
| CV | ?                        |  |
| Carburador | Amal 30 mm               |  |
| Canvi | 5 velocitats             |  |
| Suspensió davant | Forquilla telescòpica    |  |
| Suspensió darrera | Amortidors hidràulics    |  |
| Pneumàtic davant | 3,00 x 21                |  |
| Pneumàtic darrera | 4,00 x 18                |  |
| Frens davant | Tambor 122 x 30 mm       |  |
| Frens darrera | Tambor 150 x 30 mm       |  |
| Pes en sec | 93 Kg                    |  |
| Capacitat dipòsit | 9 litres                 |  |
| Pintura dipòsit | Verd amb franja carbassa |  |
| \| • Altres \| \| ---------------------------------------------------------------------------------------------------------------------------------------- \| \| - Encesa: Volant magnètic Motoplat - Distància entre eixos: 1.383 mm - Alçada mínima sobre el terra: 265 mm - Velocitat màxima: 115 km/h \| |                          |  |
| • Altres |                          |  |
| - Encesa: Volant magnètic Motoplat - Distància entre eixos: 1.383 mm - Alçada mínima sobre el terra: 265 mm - Velocitat màxima: 115 km/h |                          |  |